# Lechkreis

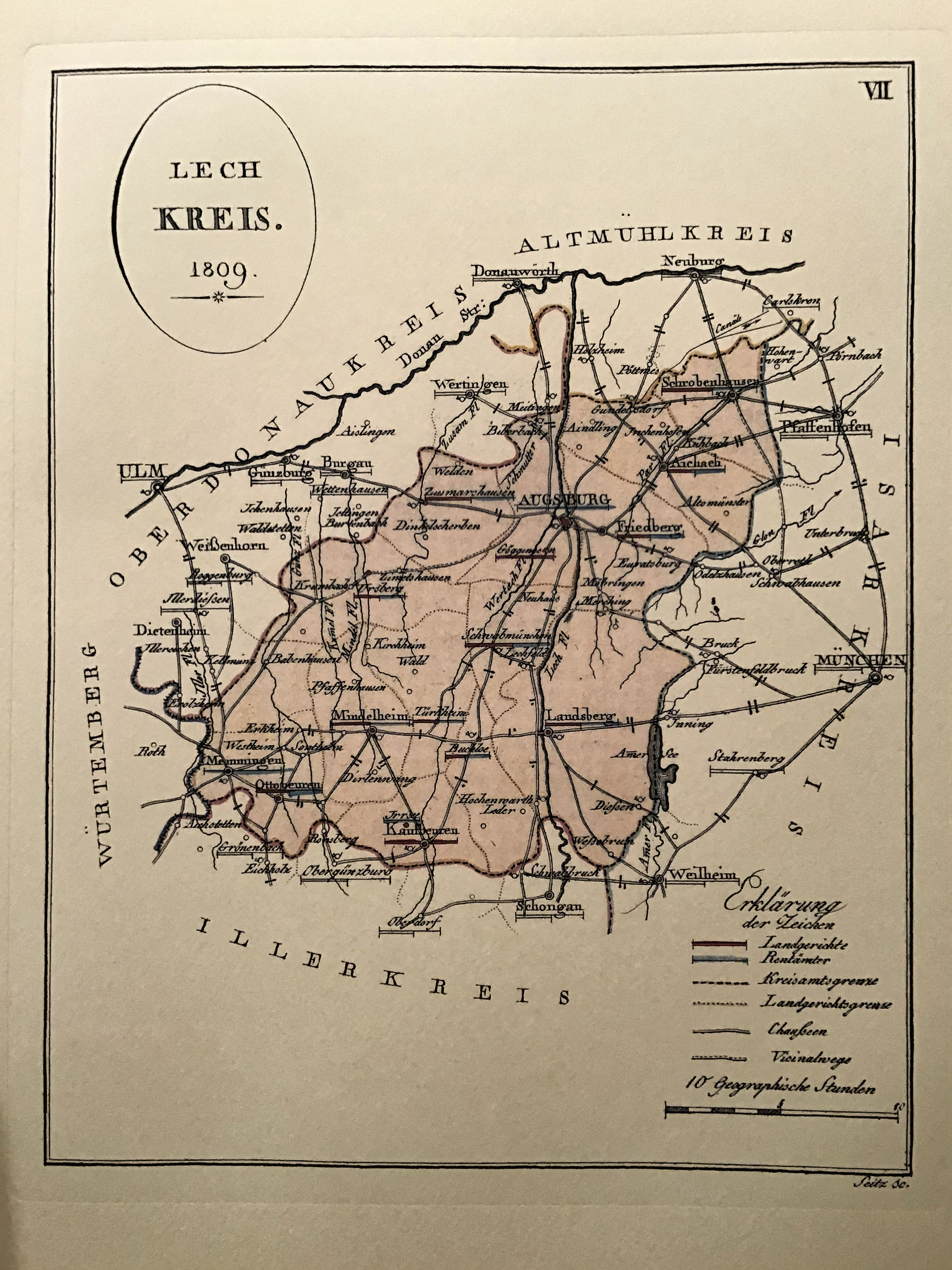
Der Lechkreis (1809)

Der Lechkreis mit der Hauptstadt Augsburg war ab 1806 bis 1810 einer der Kreise des Königreichs Bayern.

## Gliederung

### Kreisunmittelbare Städte
Augsburg und Memmingen

### Landgerichte
Der Kreis gliederte sich in folgende Landgerichte älterer Ordnung:
Aichach, Buchloe, Friedberg, Göggingen, Kaufbeuren, Landsberg, Mindelheim, Ottobeuren, Schrobenhausen, Schwabmünchen, Türkheim, Ursberg, Zusmarshausen

## Geschichte

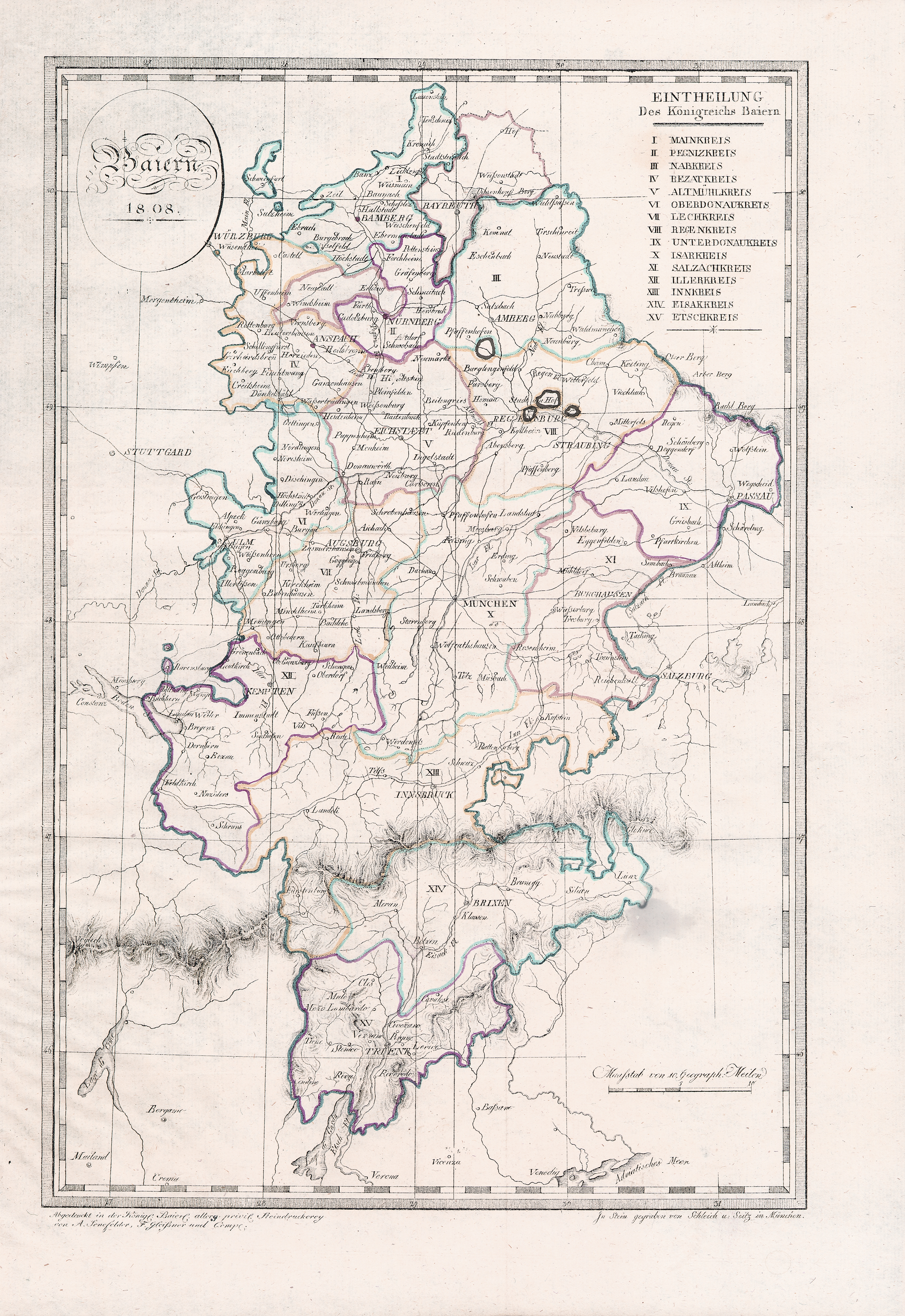
Bayerns Einteilung in Kreise im Jahr 1808

Im Jahr 1808 kam es zu einer grundlegenden Neuordnung der Verwaltung Bayerns, die von Maximilian von Montgelas initiiert wurden. Montgelas war damals der leitende Minister des zwei Jahre zuvor gegründeten Königreichs Bayern. Im Rahmen dieser Reform wurde auch die mittlere Verwaltungsebene komplett umgestaltet, wobei die historisch gewachsenen Territorialeinheiten aufgelöst und stattdessen fünfzehn administrative Kreise geschaffen wurden, zu denen auch der Lechkreis gehörte.
Der Lechkreis mit der Hauptstadt Augsburg umfasste 13 Landgerichte und seit 1809 die kreisunmittelbaren Städte Augsburg und Memmingen. Bereits 1810 wurde der Lechkreis aufgelöst und seine Landgerichte auf den Iller-, Isar- und Oberdonaukreis aufgeteilt.
Dem Lechkreis stand als General-Kommissär Maximilian Ludwig Balthasar von Merz (1758–1811) vor.